# Foresta dell'Alto Palatinato

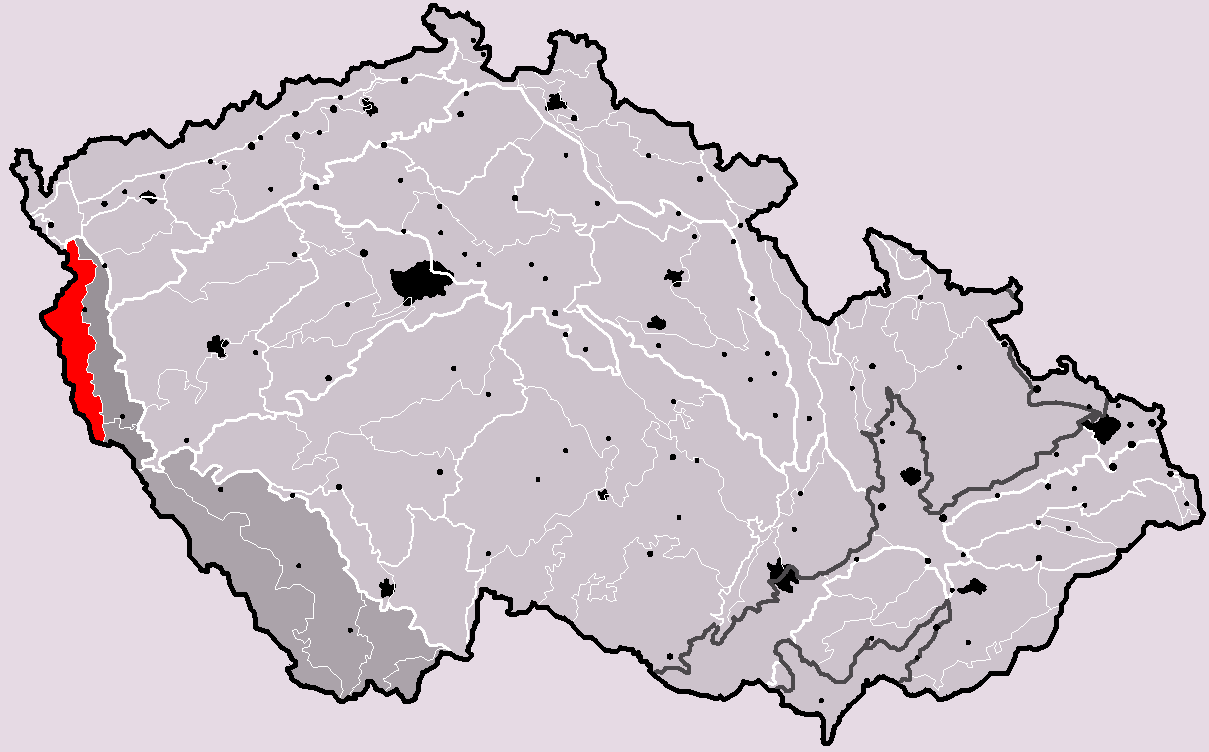
Localizzazione della Foresta dell'Alto Palatinato

La foresta dell'Alto Palatinato (in tedesco  Oberpfälzer Wald, in ceco  Český les) è un massiccio montuoso al confine tra Germania e Repubblica Ceca. Si trova tra la foresta bavarese e la Selva Boema.